# Krzysztof Kołodziej
Krzysztof Kołodziej (ur. 25 lipca 1955 w Lublinie) – polski lekkoatleta, sprinter.
Podczas mistrzostw Europy juniorów (Duisburg 1973) odpadł w półfinale biegu na 400 metrów, a także wywalczył srebrny medal w sztafecie 4 × 400 metrów.
Czterokrotny finalista mistrzostw Polski, nigdy nie wywalczył medalu podczas tych zawodów.